# Mentuhotep (Königin)
Königin Mentuhotep war die Gemahlin des ägyptischen Königs Djehuti, der in der Zweiten Zwischenzeit (ca. 1700–1550 v. Chr.) regierte.

## Belege

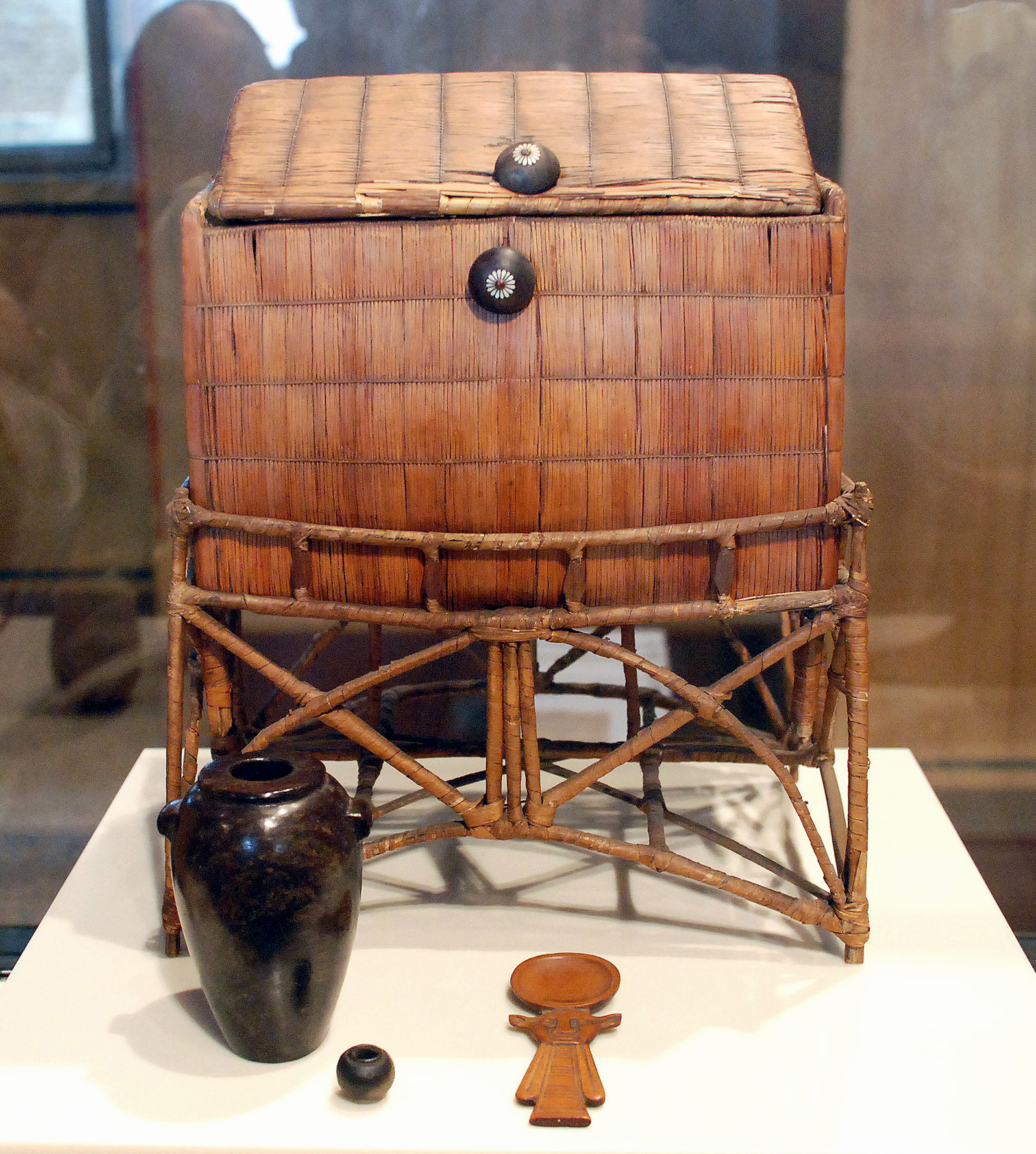
Truhe aus der Bestattung der Mentuhotep

Mentuhotep ist vor allem von ihrem Sarg bekannt, welcher 1832 in Theben gesehen und dessen Inschriften von John Gardner Wilkinson kopiert wurden. Der Sarg gilt seither als verschollen, doch sind die Kopien der Inschriften erhalten geblieben. Ihr Name erscheint auch in einer Widmungsinschrift auf dem Kanopenkasten des Djehuti, der diesen wohl selber nie benutzte und ihn seiner Gemahlin schenkte. Dieser Kasten belegt die Verbindung beider Personen.
Mentuhotep wird auf diesem Sarg als Tochter des Wesirs Senebhenaf und einer Sobekhotep bezeichnet und trägt die Titel „große Königsgemahlin“ und „die, die mit der Weißen Krone vereinigt ist“.
Eigentlich war „Mentuhotep“ ein Männername. Vor allem in der Zweiten Zwischenzeit wurde dieser auch oft von Frauen getragen.

### Besondere Sarginschriften
Was den Sarg aber besonders auszeichnet, sind die Inschriften auf den Innenseiten, bei denen es sich um lange religiöse Texte handelt. Ein Teil von ihnen kann als Sargtexte bezeichnet werden, bei einem anderen Teil handelt es sich um frühe Belege des sogenannten Totenbuches. Für einige wichtige Sprüche des Totenbuches stellt der Sarg den bisher frühesten Beleg dar und zeigt, dass zahlreiche Sprüche dieser Textsammlung schon vor dem Neuen Reich entstanden sind.

### Datierung
Anhand der Eltern dieser Königin wurde oftmals versucht sie – und damit auch ihren Ehemann Djehuti – genauer innerhalb der Zweiten Zwischenzeit einzuordnen. Dabei wurde davon ausgegangen, dass ihr Vater Senebhenaf der Sohn eines weiteren Wesirs mit dem Namen Jaib sei, der wiederum unter König Jaib datiert wurde. Demnach soll die Königin zwei Generationen nach König Jaib datieren. Diese Einordnungen erfolgten anhand von Namensgleichheiten bei Beamten, die die Namen Senebhenaf und Jaib trugen, womit eine Wesirsfamilie rekonstruiert wurde. Diese Rekonstruktionen konnten bisher aber nicht wirklich überzeugen, da die Gleichsetzungen der genannten Personen sehr unsicher sind.